# Marlboro
Marlboro (Estados Unidos: /ˈmɑːrlˌbʌroʊ/, Reino Unido: /ˈmɑːrlbərə, ˈmɔːl-/) es una marca estadounidense de cigarrillos, fabricado por Philip Morris USA (una sucursal de Altria) en los Estados Unidos, y por Philip Morris International (ahora separada de Altria) fuera de los Estados Unidos. Richmond (Virginia) es la ubicación de la planta de fabricación de cigarrillos más grande de Marlboro. Marlboro es la marca de cigarrillos más vendida en todo el mundo desde 1972. A partir de 2017, Marlboro tenía una participación de mercado del 40% en los Estados Unidos, más de las siguientes 7 marcas en competencia combinadas.

## Historia

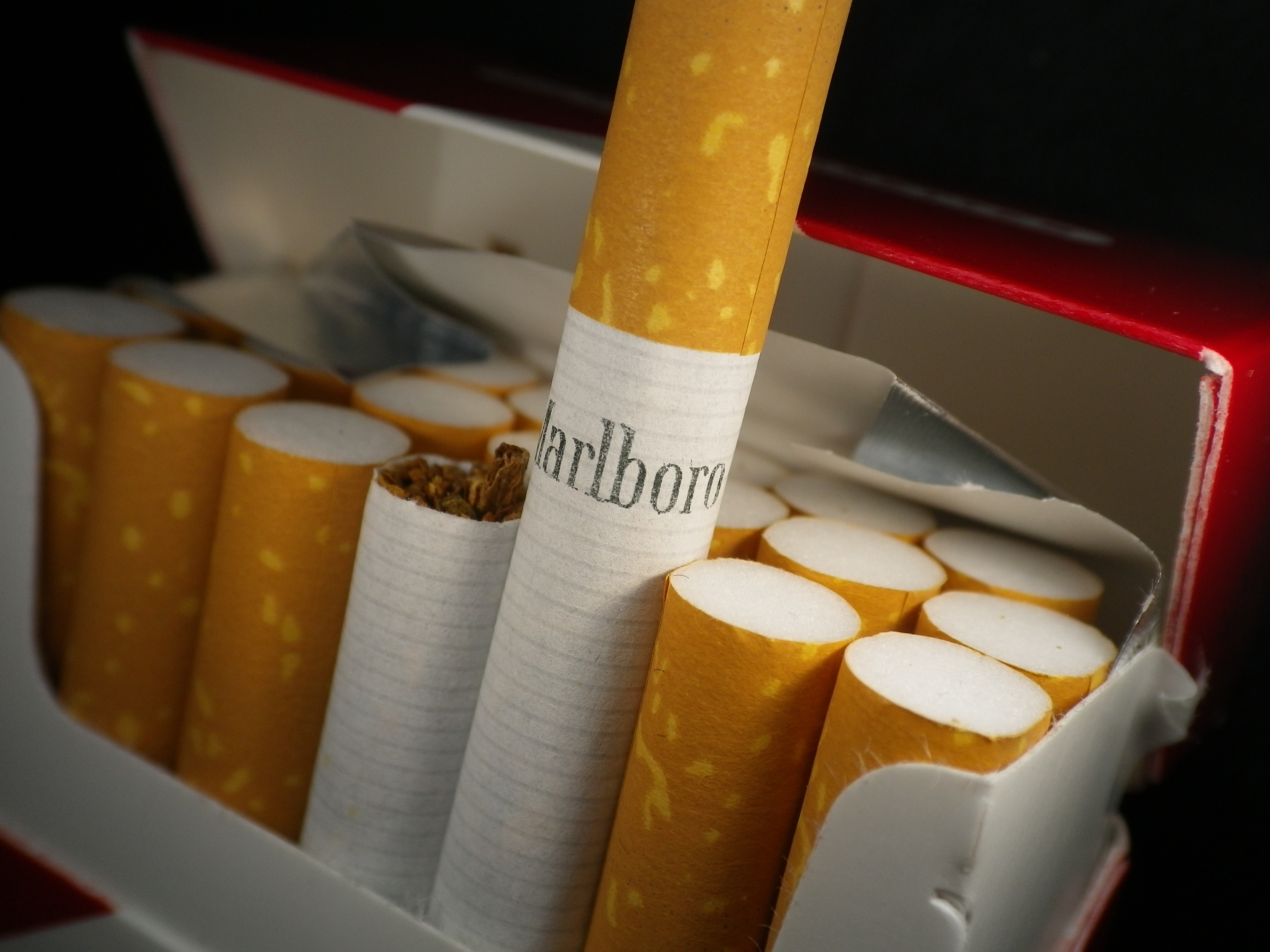
Cigarrillos en un paquete Marlboro

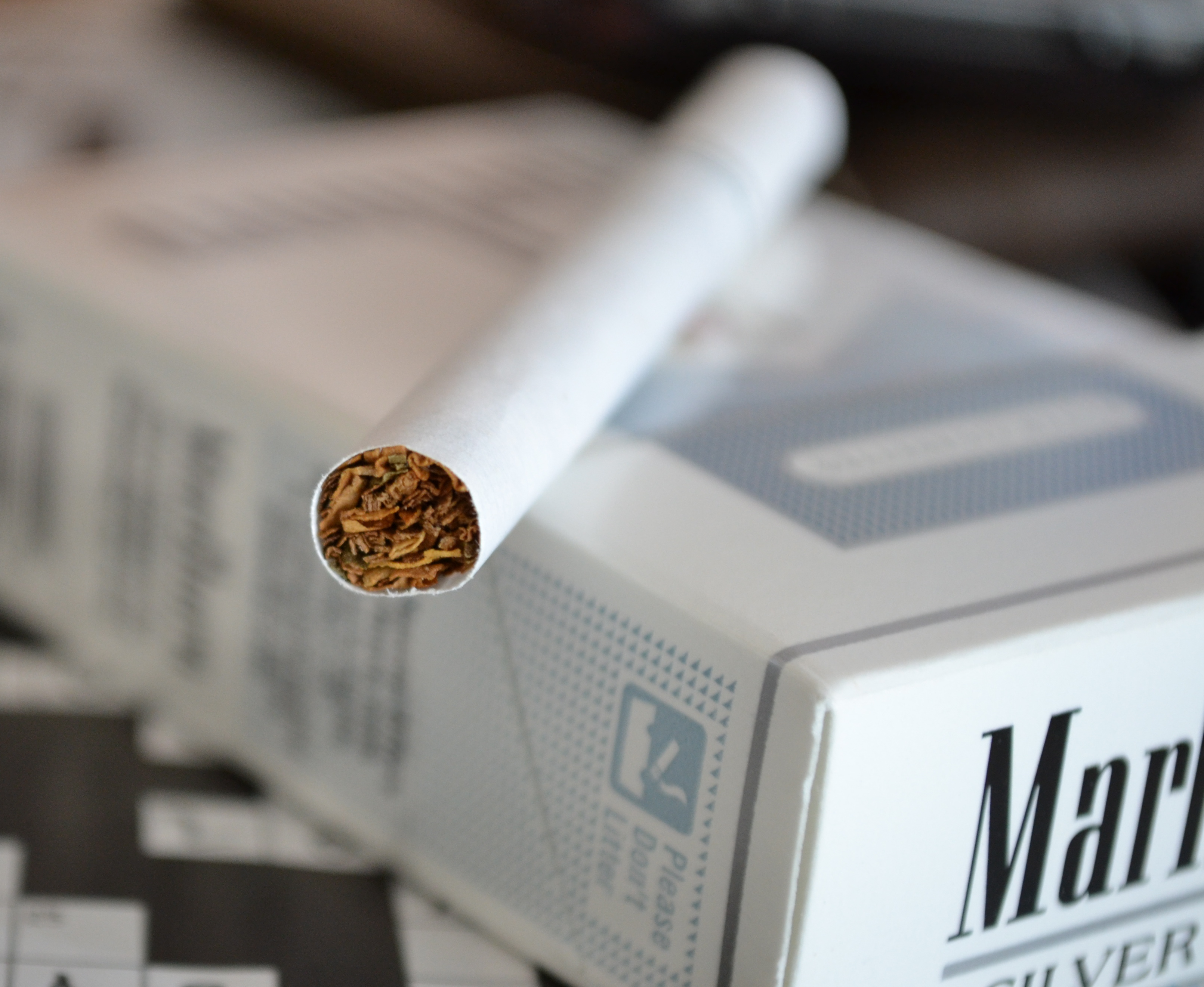
Un cigarrillo y un paquete de Marlboro Silver Pack (anteriormente llamado Ultra Lights hasta que el nombre de light se prohibió como engañoso)

El fabricante de cigarrillos Philip Morris abrió una filial en Nueva York en 1902 para vender muchas de sus marcas de cigarrillos. La marca "Marlboro" se registró en los Estados Unidos en 1908, aunque ningún cigarrillo se comercializó con este nombre hasta 1923. En 1924 se lanzó la marca. Primero se comercializan como "el cigarrillo de lujo de Estados Unidos" y se vendieron principalmente en hoteles y complejos turísticos.
Alrededor de la década de 1930, comenzaba a publicitarse como un cigarrillo para mujeres basado en el eslogan "Mild As May". El nombre se tomó de una calle de Londres donde se encontraba la fábrica británica de Philip Morris. Sin embargo, en 1885, una marca llamada "Marlborough" ya se estaba comercializando como "favorita de las damas" por Philip Morris & Co.
En la década de 1930, la publicidad del cigarrillo se basaba principalmente en la apariencia de un cigarrillo con filtro, en un intento por atraer al mercado masivo. Para este fin, el filtro tenía una banda roja impresa a su alrededor para ocultar las manchas de lápiz labial, llamándolo "Beauty Tips to Keep the Paper from Your Lips" ("Consejos de belleza para mantener el papel de tus labios").
Poco antes de la Segunda Guerra Mundial, las ventas de la marca se estancaron en menos del 1% de las ventas de tabaco en los Estados Unidos y se retiraron brevemente del mercado. Después de la guerra, Camel, Lucky Strike y Chesterfield fueron los únicos cigarrillos comunes.
Después de que los científicos publicaron un importante estudio que relaciona el hábito de fumar con el cáncer de pulmón en la década de 1950, Philip Morris volvió a colocar a Marlboro como un cigarrillo para hombres para adaptarse a un nicho de mercado de los hombres que estaban preocupados por el cáncer de pulmón. En ese momento, los cigarrillos con filtro se consideraban más seguros que los cigarrillos sin filtro, pero hasta ese momento solo se habían comercializado para mujeres. En ese momento, los hombres indicaron que, si bien considerarían cambiar a un cigarrillo con filtro, les preocupaba que se los viera fumando un cigarrillo comercializado para mujeres.
El paquete rojo y blanco fue diseñado por Frank Gianninoto. El emblema se coloca en la parte superior del paquete y tiene la popular expresión latina "Veni, vidi, vici" ("Vine; vi; vencí") atribuida a Julio César. El reposicionamiento de Marlboro como un cigarrillo para hombres fue manejado por el anunciante de Chicago Leo Burnett. La campaña propuesta consistía en presentar una línea de figuras masculinas: capitanes de mar, levantadores de pesas, corresponsales de guerra, trabajadores de la construcción, etc. El vaquero debía haber sido el primero en esta serie. Mientras Philip Morris estaba preocupado por la campaña, finalmente dieron luz verde.
La participación de mercado de Marlboro aumentó de menos del uno por ciento a la cuarta marca más vendida. Esto convenció a Philip Morris a abandonar la alineación de figuras varoniles y quedarse con el vaquero, más tarde conocido como Marlboro Man. Desde 1963, los anuncios de televisión utilizaron el tema de Elmer Bernstein de The Magnificent Seven.
A fines de la década de 1960, se introdujo Marlboro "Longhorn 100's". Aunque estaban codificados con colores de oro, eran cigarrillos de sabor completo, no light. En 1972, Marlboro se convirtió en la marca de tabaco más vendida en el mundo.
Para cumplir con una sentencia judicial de 2006 en Estados Unidos, Philip Morris (y todas las demás compañías de cigarrillos) ahora no pueden usar palabras como  "Lights", "Ultra-Lights", "Medium", "Mild", o cualquier otra designación similar que dé la falsa impresión de que son más seguros que los cigarrillos normales de sabor completo. Por lo tanto, Marlboro y otras compañías de cigarrillos deben usar solo códigos de colores en su lugar; por ejemplo, Marlboro Lights ahora se llama Marlboro Gold Pack.
Philip Morris respondió a la popularidad de Pall Mall, la marca número tres, empujando a Marlboro Special Blends, un cigarrillo de menor precio.

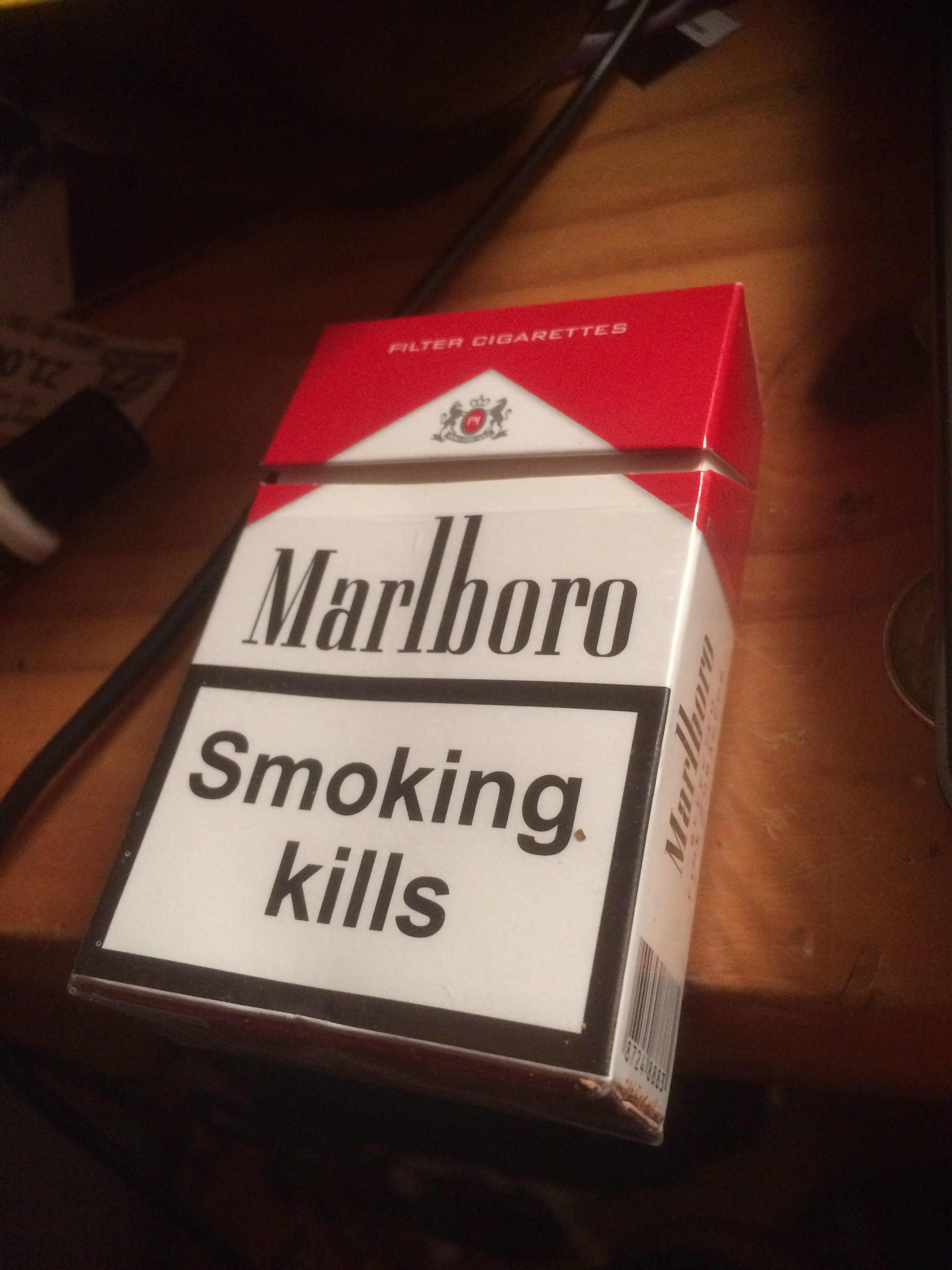
Paquete de cigarrillos Marlboro con una advertencia de salud (Fumar mata)

En 2013, Philip Morris International presentó "Marlboro 2.0". El diseño del paquete fue cambiado; el rojo oscuro se reemplazó con un rojo más claro, el "Marlboro" y el logotipo de Philip Morris se tornaron en un borde y transparente, y alrededor de 2017 se introdujo un "SmartSEAL" especial para mantener frescos los cigarrillos almacenados por un período de tiempo más largo. Los paquetes Marlboro 2.0 están disponibles principalmente en Europa y en algunas partes de África, Asia y América Latina, pero no en los Estados Unidos, Canadá, Australia (debido al empaquetado neutro) y Nueva Zelanda.
En 2015, Philip Morris anunció que introduciría un "Firm Filter" en sus variantes Marlboro Red, Gold, Silver Blue, Ice Blast y White Menthol. El director gerente de Philip Morris para el Reino Unido e Irlanda, Martin Inkster, dijo que la técnica de Firm Filter se agregó para "ofrecer la calidad que puede sentir, y es una forma más limpia de apagar su cigarrillo".

## Publicidad
En la década de 1920, la publicidad del cigarrillo se basaba principalmente en la apariencia de un cigarrillo con filtro, en un intento por atraer al mercado masivo. Para este fin, el filtro tenía una banda roja impresa a su alrededor para ocultar las manchas de lápiz labial, llamándolo "Beauty Tips to Keep the Paper from Your Lips" ("Consejos de belleza para mantener el papel de tus labios").
El paquete rojo y blanco fue diseñado por Frank Gianninoto. El reposicionamiento de Marlboro como un cigarrillo para hombres fue manejado por el anunciante de Chicago Leo Burnett. La campaña propuesta consistía en presentar una línea de figuras masculinas: capitanes de mar, levantadores de pesas, corresponsales de guerra, trabajadores de la construcción, etc. El vaquero debía haber sido el primero en esta serie. Mientras Philip Morris estaba preocupado por la campaña, finalmente dieron luz verde.
La participación de mercado de Marlboro aumentó de menos del uno por ciento a la cuarta marca más vendida. Esto convenció a Philip Morris a abandonar la alineación de figuras varoniles y quedarse con el vaquero, más tarde conocido como Marlboro Man. Desde 1963, los anuncios de televisión utilizaron el tema de Elmer Bernstein de The Magnificent Seven.
A lo largo de los años, Philip Morris ha hecho muchos anuncios de vallas publicitarias, carteles y revistas.
Philip Morris también realizó varias vallas publicitarias, adhesivos y otros recuerdos relacionados con el deporte a lo largo de los años, promoviendo principalmente la marca Marlboro a través de sus asociaciones de equipos McLaren y Ferrari en lugares como Rusia y Mónaco.
A través de los licenciatarios, Philip Morris vende diversos productos de comercialización, como encendedores, ceniceros, gafas de sol y otros accesorios, que a veces se regalan al grupo objetivo como parte de promociones promocionales. En 1983, se lanzó la campaña "Marlboro Adventure Team Adventure Camp", para la cual los participantes tenían que postularse, había una colección de ropa y accesorios.

## Patrocinio deportivo

### Fórmula 1

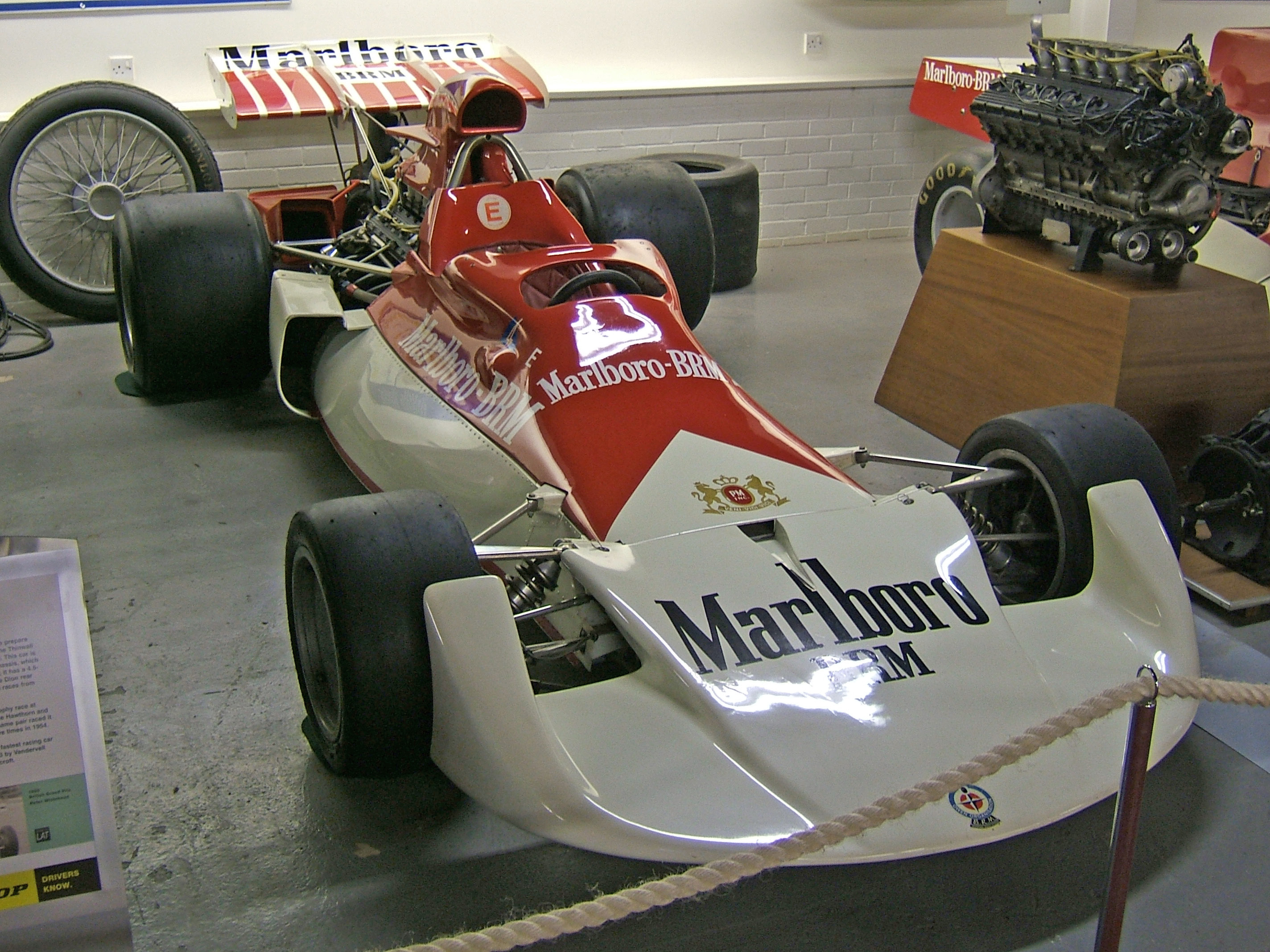
BRM P180: el patrocinio de los deportes de motor de Marlboro comenzó con el equipo BRM Fórmula 1 en 1972

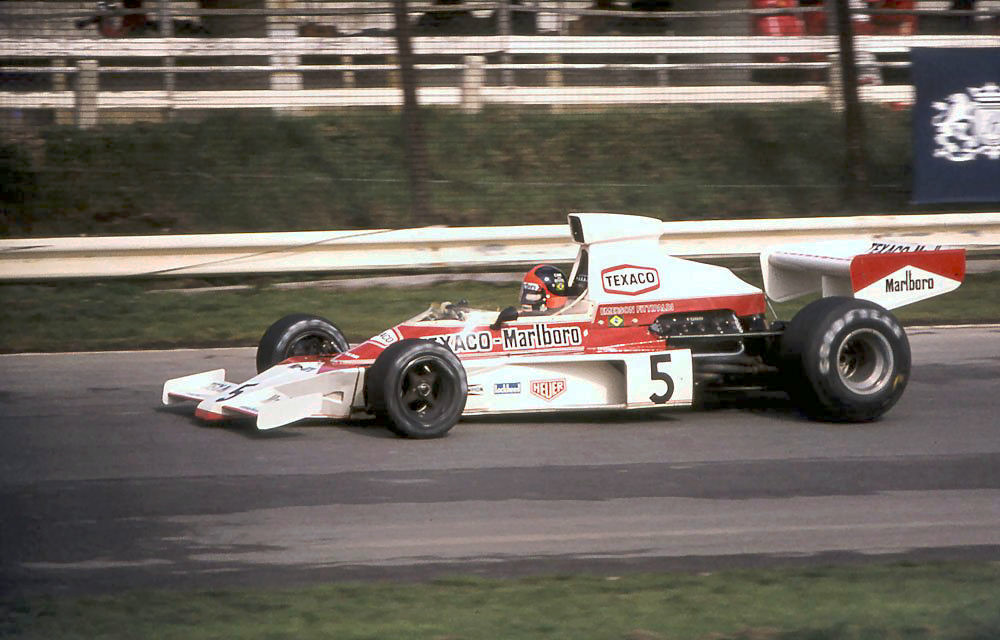
Los colores de Marlboro aparecieron por primera vez en un McLaren en la temporada de. Este es Emerson Fittipaldi conduciendo el McLaren M23 en el Gran Premio de Gran Bretaña de 1974

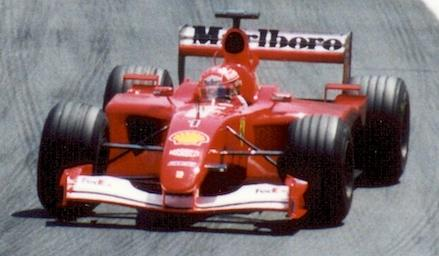
El Marlboro patrocinó a Ferrari de Michael Schumacher en

Marlboro es bien conocido por su asociación con el automovilismo. Esto comenzó en 1972 con el patrocinio del equipo de Fórmula 1 BRM, que se llevó una victoria en el Gran Premio de Mónaco de 1972. En 1973 y 1974, el gigante de los cigarrillos respaldó al equipo de Frank Williams Racing Cars, cuyos autos fueron registrados como Iso-Marlboro.
En 1974, Marlboro se asoció con el equipo de McLaren, que le dio su primer Campeonato de Constructores y el título de pilotos para Emerson Fittipaldi. El equipo tuvo éxito hasta 1978, con otro campeón mundial en James Hunt en 1976. Después de eso, la asociación pasó por un período seco hasta que la Project Four Organization de Ron Dennis se hizo cargo del equipo en 1981. McLaren, patrocinado por Marlboro, dominó la F1 durante gran parte de los años 80 y principios de los 90, con Niki Lauda, Alain Prost y Ayrton Senna ganando el Campeonato de Pilotos, todo menos un año desde 1984 hasta 1991. Después de la partida en 1993 de Ayrton Senna, quien murió en un accidente el año siguiente, Marlboro McLaren no ganó una carrera en tres años. Marlboro terminó su patrocinio del equipo en 1996, lo que puso fin a la famosa librea roja y blanca de McLaren. Después del final de la temporada de 1996, McLaren fue patrocinado por West desde 1997 en adelante.
A lo largo de los años, McLaren tuvo que alterar la librea de Marlboro para cumplir con las leyes regionales de patrocinio antitabaco vigentes en países como Francia, el Reino Unido y, posteriormente, Alemania. El logotipo de Marlboro fue reemplazado por un galón en 1974, con un código de barras en 1984 y 1985 y de 1987 a 1992 o con "McLaren" en 1986 y de 1991 a 1993 y de 1994 a 1996. En el Gran Premio de Portugal de 1986, el automóvil de Keke Rosberg fue pintado de amarillo y blanco en lugar de rojo y blanco, para anunciar Marlboro Lights.
Marlboro también patrocinó a los conductores de Scuderia Ferrari desde 1973 (la marca apareció solo en cascos y trajes), pero solo en 1984 se convirtió en un patrocinador menor en los monoplazas de Ferrari. Hasta entonces, Enzo Ferrari solo permitía que aparecieran marcas de proveedores técnicos en los autos de su equipo. En 1993, Marlboro comenzó a asumir el cargo de patrocinador principal, y en 1997 se convirtió en patrocinador del título cuando el equipo fue nombrado oficialmente "Scuderia Ferrari Marlboro".

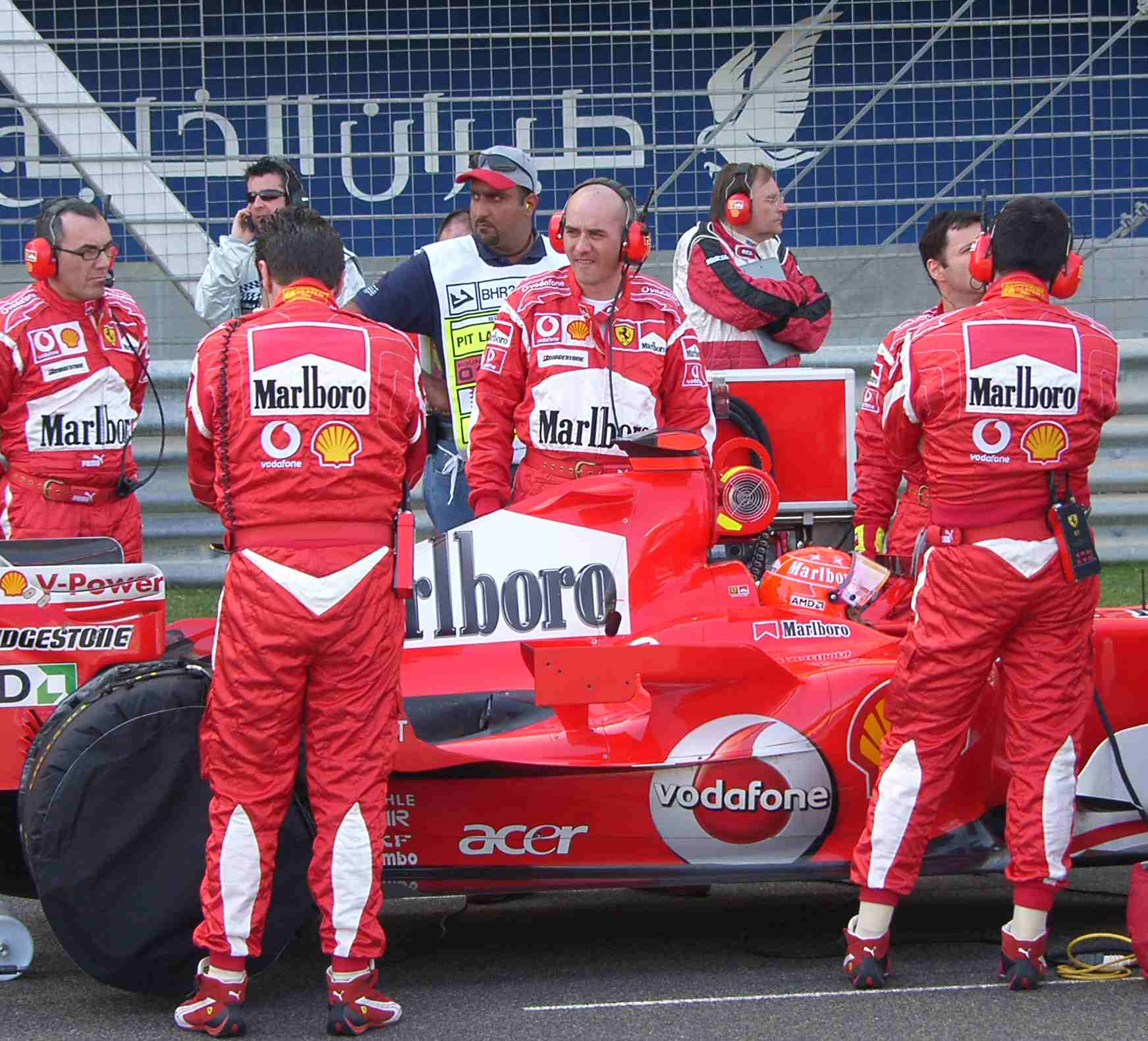
Destacada marca de Marlboro en el coche y el equipo Ferrari Fórmula 1 en el Gran Premio de Baréin de 2006.

A lo largo de los años, Ferrari, al igual que McLaren, tuvo que modificar la librea de Marlboro de varias maneras para cumplir con las leyes regionales de patrocinio antitabaco que existían en países como Francia, el Reino Unido y más tarde Alemania. El logotipo de Marlboro se eliminó por completo o se reemplazó por un espacio en blanco de 2000 a 2004 (los autos Ferrari tenían espacios en blanco sobre Marlboro de vez en cuando en 1998 y 1999), se cambió a un "código de barras" de 1994 a 1999 y en 2005 y 2006, o el texto se eliminó mientras se guardaba el chevron con el nombre del conductor (1993) y en la ropa de los miembros del equipo, el logotipo de Marlboro se convirtió en un cuadrado blanco con una franja roja en la parte superior con el nombre escrito del conductor desde los años 80 hasta 1996. El equipo utilizó un especial los colores para el Gran Premio de Italia de 2001 en conmemoración de los ataques del 11 de septiembre en los Estados Unidos; Ambos autos corrieron sin ningún tipo de patrocinio y lucían conos negros. En el Gran Premio de Baréin de 2005, los autos lucían narices negras como señal de luto por el Papa Juan Pablo II.
En septiembre de 2005, Ferrari firmó una extensión de su acuerdo de patrocinio con Marlboro hasta 2011. Este acuerdo llegó en un momento en que el patrocinio del tabaco se había vuelto totalmente ilegal en la Unión Europea, y otros equipos importantes de F1 terminaron sus relaciones con las compañías tabacaleras. Al informar sobre el acuerdo, la revista F1 Racing consideró que era un "día negro" para el deporte, poniendo en desventaja a los equipos no financiados con tabaco y desalentando a otras marcas a ingresar a un deporte aun asociado con el tabaco. La revista estimó que en el período entre 2005 y 2011, Ferrari recibió $ 1 mil millones del acuerdo. Dependiendo del lugar de las carreras y de las leyes nacionales particulares, la marca Marlboro se volvió en gran parte subliminal en la mayoría de los países.
A mediados de 2006, las "ediciones de carreras" especiales de Marlboro Red se vendieron en el Reino Unido, con un diseño inspirado en Ferrari, aunque el nombre y la insignia de Ferrari no se usaron. En abril de 2008, Marlboro mostró la marca explícita en el automóvil de Ferrari por última vez, y luego fue reemplazada permanentemente con una variedad de códigos de barras en lugar de este. Desde entonces, hubo llamadas de los principales funcionarios de salud, el Comisionado Europeo de Salud y médicos influyentes para una revisión del contrato de publicidad subliminal que Marlboro tiene con Advertising Guerrilla y Ferrari, debido a las implicaciones de influir en la compra de cigarrillos con la posible publicidad subliminal. Como no se pueden promocionar productos de tabaco en eventos deportivos en Europa por ley. El equipo de Ferrari afirmó que el código de barras era parte del diseño del auto, no un mensaje publicitario.
El controvertido diseño del código de barras fue eliminado por Ferrari para el inicio del Gran Premio de España en la temporada 2010, pero el código de barras se mantuvo en el equipo del equipo de pilotos. En enero de 2011, la Scuderia Ferrari presentó un nuevo logotipo para su equipo de carreras. Este logotipo es considerado por un sitio web especializado de F1 como un anuncio subliminal de Marlboro, que evoca el diseño de la esquina superior izquierda de un paquete de cigarrillos Marlboro.
En junio de 2011, Ferrari amplió su colaboración con Marlboro hasta finales de 2015, a pesar de que la publicidad de cigarrillos está prohibida en el deporte. El acuerdo se renovó posteriormente durante tres años más, hasta 2018. En febrero de 2018, Philip Morris renovó su acuerdo de colaboración con Ferrari hasta finales de 2021. En el Gran Premio de Japón de 2018, Ferrari lució un nuevo diseño en su coche con el logo de Mission Winnow, un no tabaco de Phillip Morris, que se convertiría en patrocinador principal del equipo a partir de 2019.
Marlboro había brindado apoyo financiero a muchos pilotos de carreras, de los cuales los más ilustres son Alain Prost, Ayrton Senna y Mika Häkkinen. Desde 1970 hasta mediados de la década de 1990, los logotipos de los cigarros podrían estar presentes en las combinaciones de los conductores si no estuvieran presentes en los automóviles. Marlboro también ha patrocinado muchas carreras de grandes premios hasta 2005.
También patrocinó una multitud de otros equipos más pequeños en la Fórmula 1. Fue el patrocinador principal del Alfa Romeo F1 Team entre 1980 y 1983, aunque no pudo igualar su apogeo antes de la guerra y en la década de 1950, y solo logró una pole position, una vuelta rápida y cuatro podios. En 1984, la marca de ropa italiana Benetton asumió el patrocinio de Alfa Romeo, que mantuvo hasta la retirada de Alfa Romeo de la Fórmula 1 a fines de 1985. El logotipo de Marlboro fue reemplazado por un código de barras en ciertas carreras, debido a las prohibiciones de patrocinio de tabaco o alcohol.
Marlboro patrocinó al equipo Merzario desde 1977 hasta el colapso del equipo en 1979, e hizo lo mismo con Team Rebaque en 1979.
Marlboro patrocinó al equipo de Fittipaldi Automotive en 1981, en los cascos de los conductores. También lo hizo con el equipo Spirit Racing en 1983 y 1984. El logotipo de mostró en la parte delantera y lateral de los autos y en los cascos.
En 1988 y 1989 auspició a Rial Racing. En algunas carreras, el símbolo de la marca fue reemplazado por un código de barras. Fue también aspiciante de EuroBrun en 1988.
Se asoció al equipo de BMS Scuderia Italia desde 1988 hasta 1992, cuando Chesterfield se convirtió en su principal patrocinador. La librea era muy similar a la de Ferrari y Alfa Romeo. Hizo lo mismo con Minardi en 1995, y Onyx Grand Prix en 1989 y 1990.
Posteriormente, auspició el equipo de Footwork en 1994. Mientras Ruffles, una marca de papas fritas patrocinaba el auto, Marlboro patrocinó los cascos de los conductores.
Entre 1995 y 1996 patrocinó al equipo Forti Corse.

### GP2
De 2005 a 2007, en la GP2 Series el equipo ART Grand Prix fue patrocinado por Marlboro. Los logotipos de Marlboro se mostraron prominentemente en el auto en las temporadas 2005 y 2006, pero en 2007 el equipo solo patrocinó la marca en el alerón trasero. En los países donde el patrocinio del tabaco estaba prohibido, los logotipos de Marlboro fueron reemplazados por un código de barras.

### Campeonato Mundial de Motociclismo

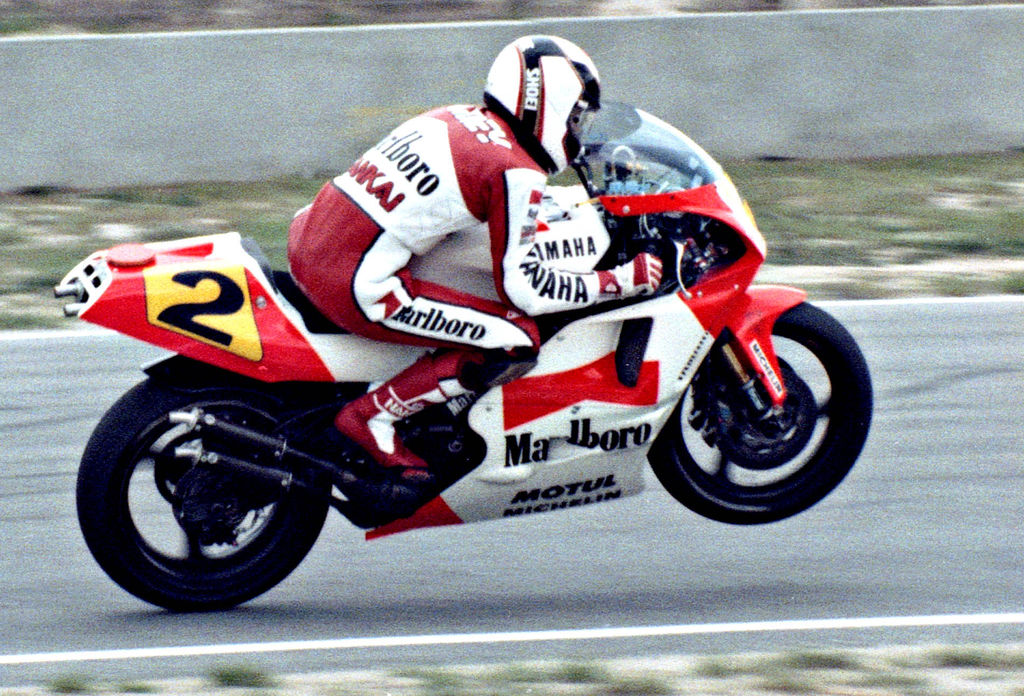
Wayne Rainey en un Yamaha YZR500 en 1990.

Marlboro ingresó en el Campeonato Mundial de Motociclismo en los años setenta como patrocinador personal de pilotos como Giacomo Agostini, Ángel Nieto y Jarno Saarinen. En 1976, Marlboro respaldó al equipo de Agostini, que corría con motos MV Agusta con poco apoyo de fábrica.
Desde 1983, la marca de cigarrillos patrocinó el equipo de trabajo Yamaha 500cc, que fue gestionado por Agostini hasta 1989 y luego por Kenny Roberts hasta 1996. Durante ese período, las motos japonesas ganaron seis Campeonatos Mundiales y, como resultado de su patrocinio, Marlboro las calcomanías en las motos de réplica de carreras se convirtieron en uno de los kits de calcomanías más populares disponibles.
En la década de 1990, la librea de Marlboro también apareció en otras motos, especialmente en las Hondas ingresadas por Team Pileri (de 1992 a 1995), Pons Racing (en 1993) y el equipo de Erv Kanemoto (en 1997 y 1998) que logró el Campeonato del Mundo de 250cc 1997 con Max Biaggi.
El equipo de trabajo de Yamaha se asoció nuevamente con Marlboro entre 1999 y 2002.
Marlboro patrocinó al equipo de MotoGP de Ducati Corse desde 2003. Casey Stoner se llevó su primer título de MotoGP en 2007. A partir de la temporada 2009 del Campeonato del Mundo de Motociclismo, solo pudieron marcar las motos en una ronda, en Catar, en el Circuito Internacional de Losail, usando el código de barras en otras carreras. El controvertido diseño del código de barras fue luego eliminado por Ducati para el inicio del Gran Premio de Francia de Motociclismo en la temporada 2010. En enero de 2011, el Equipo Ducati presentó un nuevo logotipo que fue considerado como un anuncio subliminal para Marlboro, evocando el diseño de la esquina superior izquierda de un paquete de cigarrillos Marlboro, similar al usado por Ferrari.
En enero de 2018, se especuló que Ducati sería patrocinada por IQOS de Philip Morris, una marca que no utiliza tabaco, en lugar de pasar por alto las leyes actuales que prohíben la publicidad específica de productos de tabaco.

### Campeonato Mundial de Superbikes
Marlboro patrocinó al Equipo de distribuidores de Yamaha desde su temporada inaugural en 1988 hasta 1990.

### CART/IndyCar

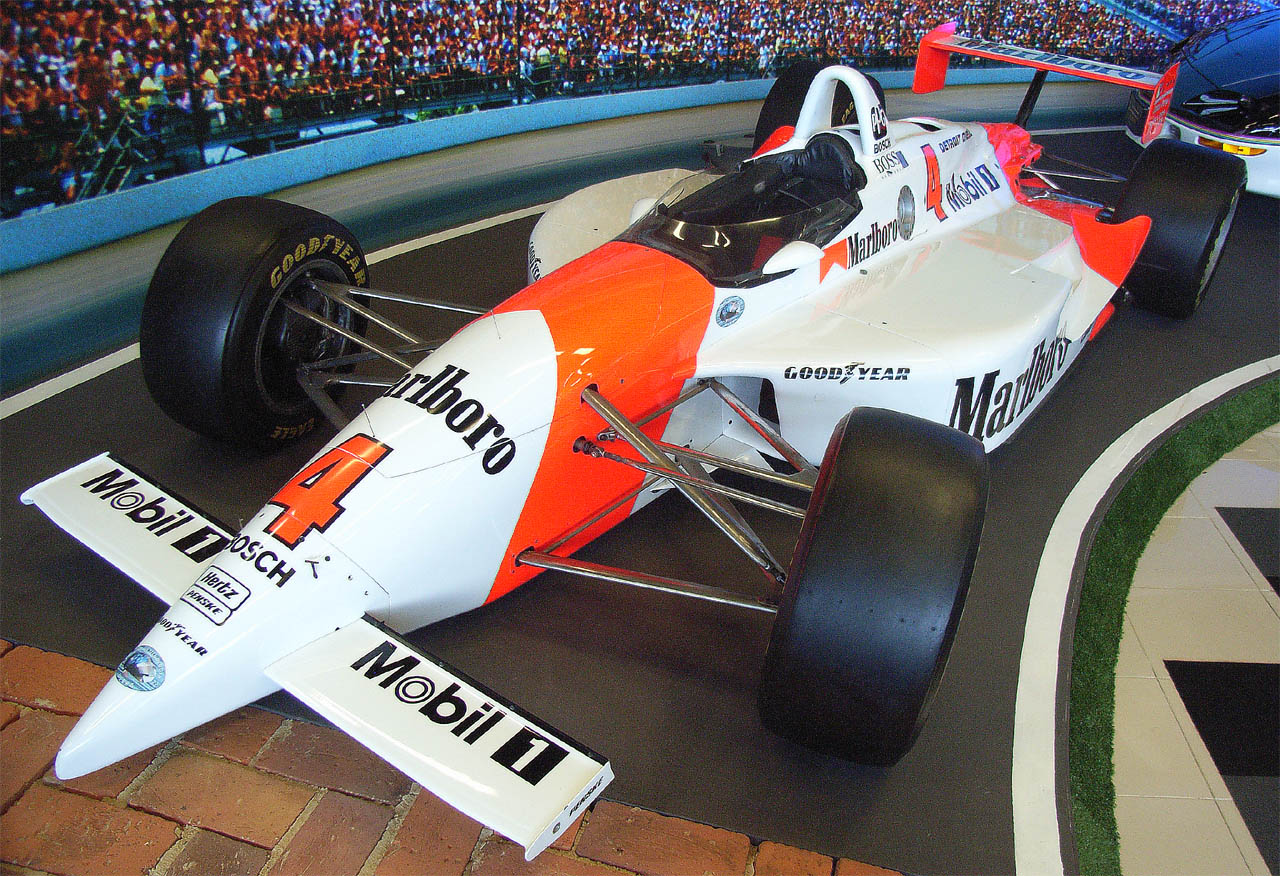
Penske PC-22 conducido por Emerson Fittipaldi en 1993.

El patrocinio de Marlboro en IndyCar se remonta a 1986, cuando apareció la librea en el auto de Emerson Fittipaldi ingresado por Patrick Racing. En 1990, Penske Racing contrató a Fittipaldi y comenzó una asociación de 20 años con Marlboro y su distintivo color rojo y blanco. Sin embargo, en la temporada 2007, los logotipos de Marlboro fueron reemplazados por 'Team Penske', pero el equipo mantuvo el esquema de color ya que Philip Morris USA seguía siendo el principal patrocinador de Penske. 2009 fue el último año de la asociación Penske-Marlboro.

### 24 Horas de Le Mans
Desde su inicio en la Fórmula 1, Marlboro también ha patrocinado numerosos equipos y carreras, desde Joest Racing en el Grupo C en 1983 hasta Toyota en las 24 Horas de Le Mans en 1999 (a pesar de la prohibición del tabaco en Francia).

### Masters de Fórmula 3
Marlboro patrocinó la carrera de Fórmula 3 de Marlboro Masters en Zandvoort.

### Campeonato Mundial de Rally
Marlboro tiene una larga historia en el patrocinio del rally, incluidos los equipos de fábrica del World Rally Championship Lancia (entre 1972 y 1974), Mitsubishi (de 1999 a 2002) y Peugeot (de 2003 a 2005). La marca de cigarrillos apareció en los cascos y trajes de algunos de los mejores pilotos de rally, siendo patrocinador personal de Markku Alén, Timo Salonen, Juha Kankkunen, Miki Biasion y otros. Entre 1987 y 1992, Marlboro respaldó a Carlos Sainz, apareciendo en sus autos (Ford Sierra en 1987-88 y luego en Toyota Celica desde 1989). En 1993, la marca de cigarrillos comenzó una asociación con el piloto belga Freddy Loix, que estaba compitiendo por Opel en el campeonato belga de rally. Entre 1996 y 1998, Loix corrió con el Toyota Team Belgium en el WRC, llevando la librea de Marlboro en su auto. En 1999, se trasladó al equipo de trabajo de Mitsubishi Ralliart, con la librea icónica que quedaba en los sucesivos Lancer Evolutions hasta el retiro temporal de WRC de la marca a fines de 2002.
Marlboro también patrocinó los autos del piloto de rallyes emiratíes Mohammed bin Sulayem y ha patrocinado varios rallyes, entre ellos el Rally Safari (entre 1982 y 1990), el Rally de Argentina, el Rally del Líbano, el Rally de Jordania, y el UAE Desert Challenge.

### Carreras de turismos australianos
Marlboro también patrocinó al Equipo de distribuidores de Holden desde 1974 hasta 1984. La marca Marlboro dio origen a algunos de los autos lauda más reconocidos de Australia, como el L34 y el A9X Torana, así como al famoso VK Grupo C "Big Banger" Commodore de Peter Brock y Larry Perkins Bathurst ganaron fama.

### IMSA SportsCar
Marlboro patrocinó el equipo ítalo-americano IMSA SportsCar Le Mans GT Risi Competizione desde 2004, pero Risi Competizione optó por invisibilizar el logotipo de Marlboro debido al equipo que respeta las regulaciones del Acuerdo de Liquidación del Tabaco y la prohibición de la publicidad de cigarrillos en los deportes.

### Bádminton
Marlboro patrocinó la Copa Thomas y Uber de 1984 a 1990, así como la Sudirman Cup de 1991 a 1995 y de 2001 a 2013.

## Productos

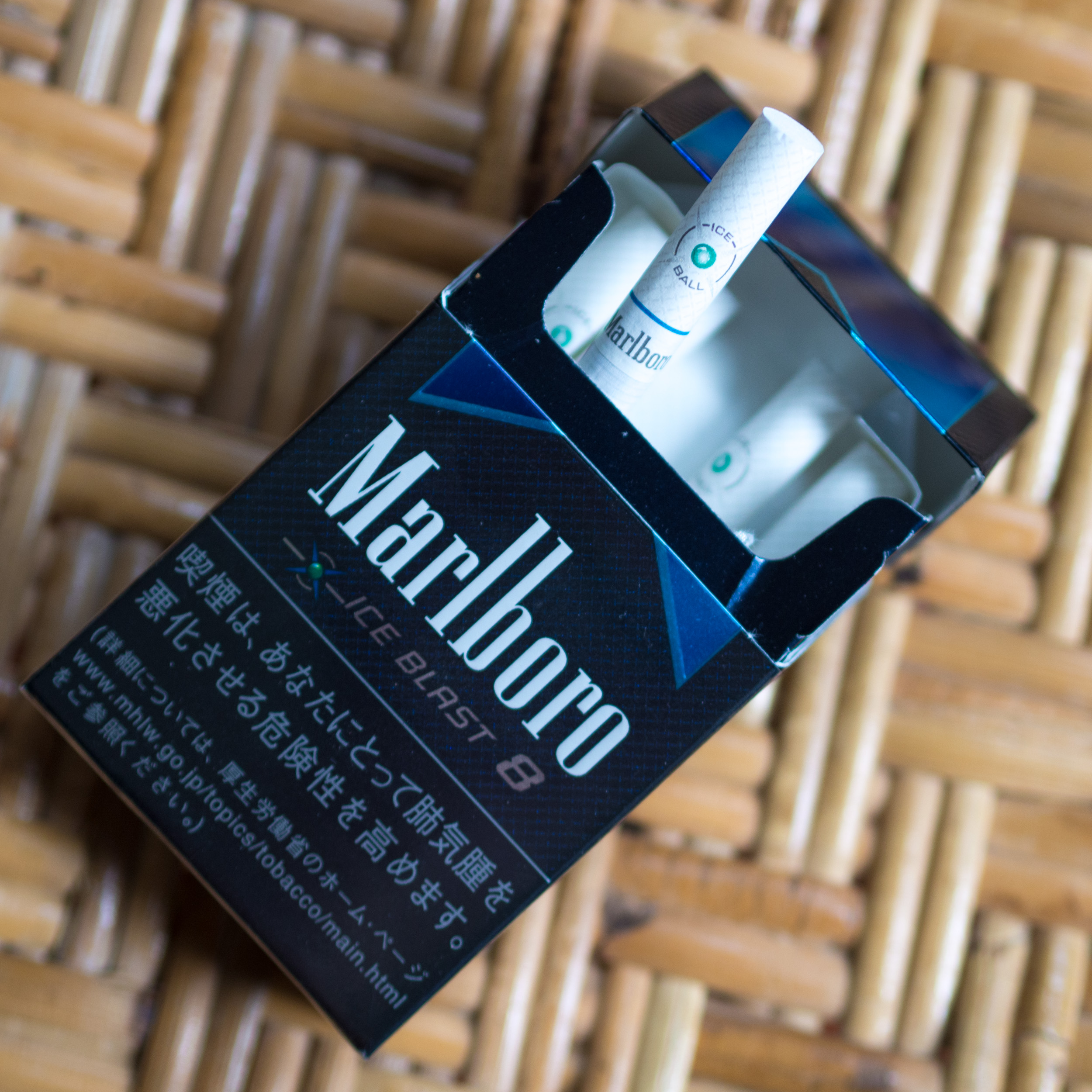
Un paquete japonés de Marlboro Ice Blast. Este cigarrillo mentolado también contiene una cápsula de mentol en el filtro que el fumador puede romper.

Phillip Morris comercializa cigarrillos, snus, y Heatsticks bajo la marca Marlboro.

### Variedades de cigarrillos internacionales
Philip Morris International organizó los productos de Marlboro en tres divisiones: la línea Flavor, que son cigarrillos originales de color rojo/sabor completo, la línea Gold son lights anteriores y la línea Fresh incluye cigarrillos con sabor.

## Operaciones por país

### Argentina
Marlboro llegó a Argentina en 1973 y ha sido operada por Massalin Particulares S.A., fundada en 1900 y adquirida por PMI en 1999. La empresa tiene su sede en Vicente López y cuenta con una planta de producción en Merlo, Buenos Aires, y un centro de procesamiento de tabaco en Rosario de Lerma, Salta.
La marca lidera el segmento premium.En 2025, el precio promedio del Marlboro Box ronda los $4.000 ARS por paquete de 20 cigarrillos,lo que ha impulsado el crecimiento del consumo de segundas marcas como Red Point, fabricada por Tabacalera Sarandí, que representa cerca del 33 % del mercado nacional.
En términos de patrocinio, durante las décadas de 1980 y 1990, Marlboro ha estado asociada con eventos deportivos como el Rally de Argentinay el Turismo Carretera.

### Brasil
Marlboro, marca de Philip Morris Brasil Indústria e Comércio Ltda., ha tenido una presencia significativa en el país desde su establecimiento en 1973. La empresa tiene oficinas en São Paulo y una planta de producción en Santa Cruz do Sul, en el estado de Rio Grande do Sul, y es reconocida por ser una de las mayores compradoras de hojas de tabaco en Brasil.
Históricamente, Marlboro ha sido patrocinador en eventos de alto perfil en Brasil. Por ejemplo, en 2002, la marca estuvo presente en el Gran Premio de Brasil de Fórmula 1, aunque su visibilidad fue reducida debido a una nueva legislación que limitaba la publicidad de productos de tabaco en eventos deportivos.

### Canadá
Philip Morris vendió los derechos canadienses al nombre de "Marlboro" a Imperial Tobacco Canada en 1932. Después del exitoso relanzamiento estadounidense de la marca en la década de 1950, que luego fueron reconocidos por los canadienses a través de los patrocinios internacionales y la publicidad de la marca, Philip Morris probó varias maniobras legales en el intento de recuperar los derechos canadienses, en vano. Imperial Tobacco continúa vendiendo una línea de cigarrillos bajo el nombre de Marlboro en Canadá, aunque con un empaque muy diferente al del producto Philip Morris. Philip Morris retiene los derechos de la imagen comercial "de la azotea" y otros elementos de la marca de Marlboro que se desarrollaron después de la venta de 1932, e históricamente ha utilizado esa imagen comercial en Canadá en combinación con los nombres "Matador" u ocasionalmente "Maverick" para un línea de cigarrillos de mezcla de Virginia.
En 2006, la filial canadiense de Philip Morris International, Rothmans, Benson & Hedges introdujo un nuevo producto con la imagen comercial "rooftop", y se marcó como la "Mezcla Importada Famosa", pero no tiene ninguna marca real. Esto llevó a un desafío legal por parte de Imperial, argumentando que el nuevo empaque creaba confusión en el cliente simplemente al sugerir la marca Marlboro, infringiendo así los derechos de marca canadienses de Imperial. El Tribunal Federal de Apelaciones de Canadá falló a favor de Imperial en junio de 2012. La sentencia señaló que las regulaciones canadienses que (en la mayoría de los casos) prohíben la exhibición pública de productos de tabaco en tiendas minoristas (es decir, los clientes deben solicitar una marca por su nombre) agravaron la situación, ya que ahora hay dos productos a los que los clientes podrían referirse. al pedir "Marlboro". Aunque se espera que PMI apele, poco después de la decisión, comenzó a usar la marca "Rooftop" en el empaque de los cigarrillos sin marca previamente.
La identidad de Marlboro ha ido cambiando desde su creación adaptándose a los tiempos y a la gente. Fueron los primeros cigarros con filtro por lo que se decía que eran para mujeres, por eso tuvieron que hacer una campaña publicitaria agresiva con el Marlboro Men para que dieran la idea de que los hombres los usaban también. Imagen de la marca: Quien utiliza cigarros Marlboro, no solo utiliza la marca sino también la imagen que se encuentra fusionada con el producto; a pesar de que ahora las cajetillas por regla deben de llevar la leyenda de “Fumar es causa de cáncer”, la gente sigue prefiriendo los cigarros Marlboro, por sus años en el mercado y calidad. MARLBORO IDENTIDAD El nombre de Marlboro y su elemento el Marlboro Men, es fácil de reconocer y de relacionarse con el producto; maneja un logotipo simple, limpio, que evoca masculinidad. Los años que tienen Marlboro presentando al Marlboro Men como imagen del producto han llevado a la gente a la fácil relación de tan solo ver un vaquero con el producto Marlboro. Las funciones de singularidad y notoriedad han sido debidamente explotadas por la marca.

### México
Marlboro ha tenido una presencia destacada en México desde mediados del siglo XX. La compañía opera en el país a través a través de Cigatam. Se posiciona en el segmento de precio alto y compite principalmente con marcas como Lucky Strike y Pall Mall de British American Tobacco. En 2008, Cigatam alcanzó una cuota del 67.7 % del mercado mexicano.
En 2019, Philip Morris organizó en México una campaña llamada "Elige el cambio", en la que se bloqueó la venta de cigarrillos durante 24 horas en diferentes puntos de venta de la Ciudad de México, como Polanco, Roma, Condesa y Del Valle.